# Santi Prego
 (novembre 2023).
Si vous disposez d'ouvrages ou d'articles de référence ou si vous connaissez des sites web de qualité traitant du thème abordé ici, merci de compléter l'article en donnant les références utiles à sa vérifiabilité et en les liant à la section « Notes et références ».
Santi Prego (né le 15 janvier 1962 à Vigo) est un acteur espagnol, qui a notamment joué le rôle de Francisco Franco dans le film Lettre à Franco.

## Filmographie
- 1990 : Martes de Carnaval
- 1994 : Baile de Animas
- 1994 : A metade da vida
- 2000 : Sei quen es
- 2000 : Lena
- 2001 : O alquimista impaciente
- 2002 : Entre bateas
- 2002 : O lapis do carpinteiro
- 2002 : Ilegal
- 2003 : Ojos que no ven
- 2004 : A vida que che espera
- 2004 : Para que non me esquezas
- 2006 : De bares
- 2008 : Os mortos van á présa
- 2008 : Os xirasois cegos
- 2009 : O club da calceta
- 2010 : L'Héritage Valdemar (es)
- 2011 : L'Héritage Valdemar II (es)
- 2014 : A esmorga
- 2019 : Lettre à Franco d'Alejandro Amenábar : Francisco Franco
- 2023 : Matria